# Surrenectomia
La surrenectomia o surrenalectomia o adrenalectomia è un'operazione chirurgica che consiste nell'asportazione di uno o entrambi surreni. Viene eseguita in caso di microadenomi surrenali, o di surreni iperplastici che sintetizzano glucocorticoidi o mineralcorticoidi in quantità eccessive.
Viene incisa la cute della parte dorsale, all'altezza della dodicesima costola. Quindi gli strati muscolari (muscolo grande dorsale, muscolo grande obliquo, muscolo intercostale). Viene sezionata l'aponeurosi lombare, scoprendo la dodicesima costola, che verrà resecata.

Masse muscolari e aponeurosi lombare vengono mantenute aperte con un divaricatore, permettendo la visione della fascia renale (ricca di tessuto adiposo). Questa viene aperta, mostrando il rene e il surrene.

Il surrene viene isolato e separato dal rene. Ora il surrene è attaccato solo per il peduncolo vascolo-nervoso, che deve essere sezionato.